# Marta Jandová

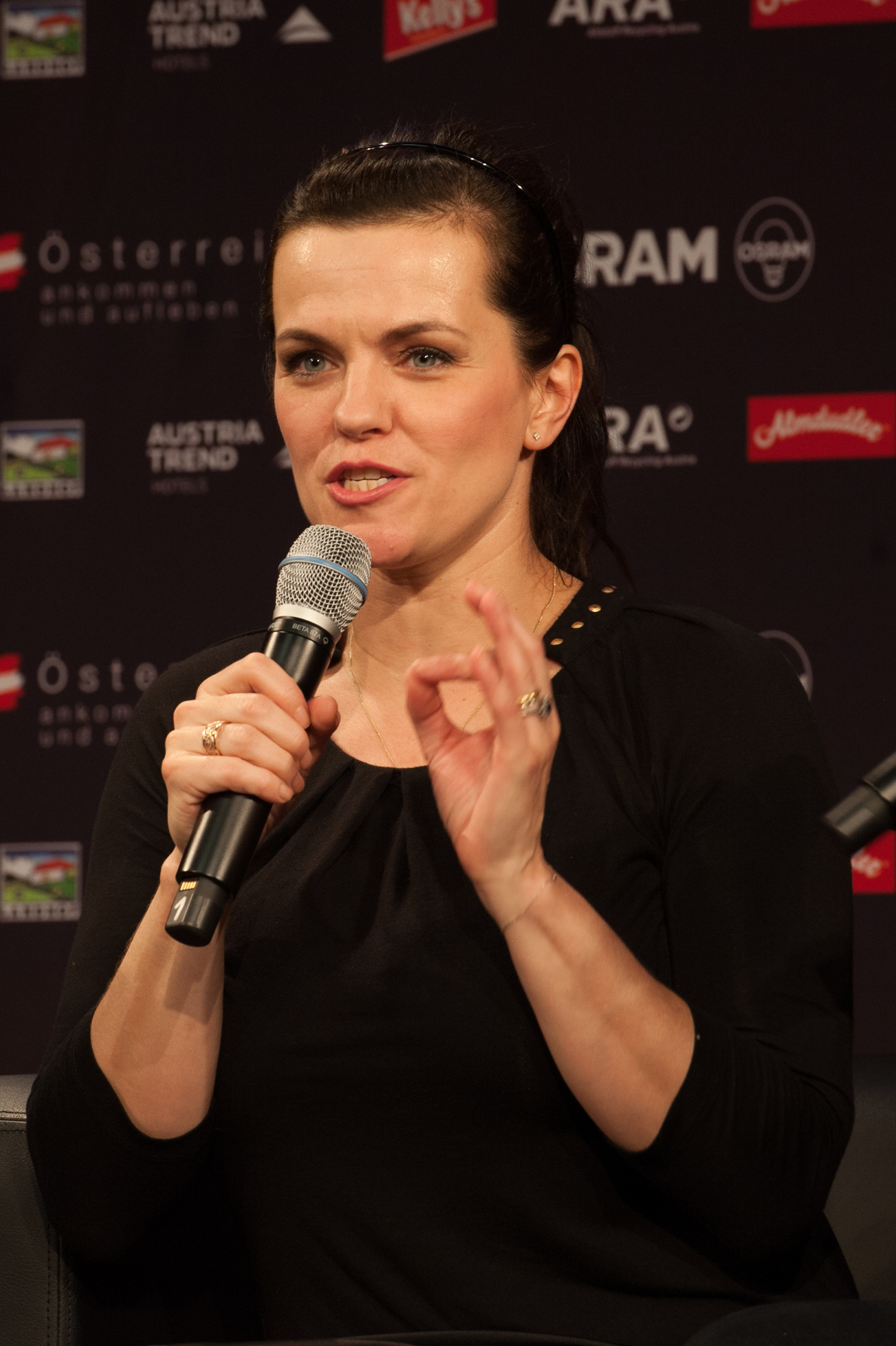
Marta Jandova

Marta Jandová, född 13 april 1974, är en tjeckisk sångerska. Hon representerade Tjeckien i Eurovision Song Contest 2015 med låten "Hope Never Dies".